# Cognat-Lyonne
Cognat-Lyonne település Franciaországban, Allier megyében. Lakosainak száma 707 fő (2022. január 1.). Cognat-Lyonne Biozat, Charmes, Escurolles, Espinasse-Vozelle, Monteignet-sur-l’Andelot és Serbannes községekkel határos.

## Népesség
A település népességének változása:
| Lakosok száma | 488  | 474  | 556  | 616  | 703  | 716  | 694  | 691  | 702  | 707  |
|               | 1968 | 1982 | 1990 | 2006 | 2013 | 2015 | 2017 | 2019 | 2020 | 2022 |